# Paranandra plicicollis
Paranandra plicicollis är en skalbaggsart som beskrevs av Stefan von Breuning 1940. Paranandra plicicollis ingår i släktet Paranandra och familjen långhorningar. Inga underarter finns listade i Catalogue of Life.